# DST法

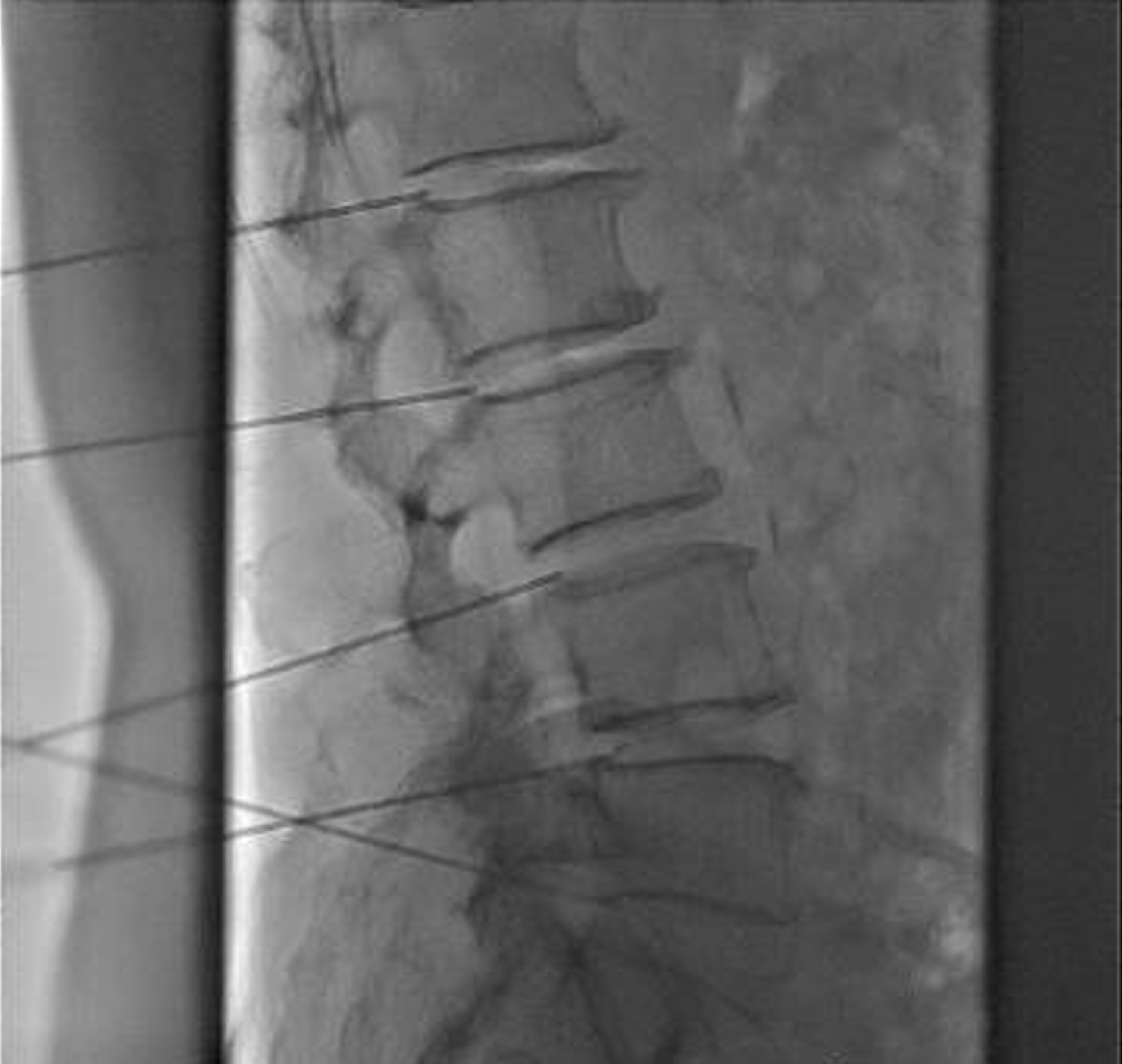
治療に使用される針の太さは、0.8mmとされており、利点として皮膚に傷が残らないことが報告されている。

DST法（英：Discseel Procedure/ディスクシール治療とも）とは濃縮された非自己由来のプロトロンビンとフィブリノゲンを特定の比率で配合した、生体適合性の高い触媒作用を持つフィブリンをX線透視下で椎間板内に注入することで、線維輪の断裂を直ちに機械的に密封、IDD（椎間板変性）や「リーキーディスク症候群」を最小限に抑えることが期待できる独自の椎間板経皮的再生技術である。

## 開発
DST法（ディスクシール治療）は米国脊椎外科専門医(理学療法士)であるケビン・パウザによって研究され2010年から椎間板外来治療として使われている。
- 米国治療法特許：Pub. No.: US 2006/0095075 A1、Pub. Date: May 4, 2006
- DST法(ディスクシール治療)が脊椎再生医療として米国初となる国の承認を受けた。アメリカ合衆国退役軍人省(The U.S. Department of Defense and Veterans Affairs (V.A.))に登録されている退役軍人を対象に政府の補助金を利用してDST法（ディスクシール治療）が提供されることとなった。[2]プレスリリースPRNewswire、Pub. Date: Apr 19, 2023
- Physician Journal掲載の3年間研究で、慢性腰痛・坐骨神経痛に対するDiscseel® Procedureの高い安全性と有効性が示されました。平均12年間疼痛を抱え、複数治療に失敗した725人の被験者を対象に、OBERDが独立してデータ収集を実施。プレスリリースPRNewswire、Pub. Date: Dec 4, 2024
- 専門医・施設

## 適用できる病気・症状
- 腰痛
- 坐骨神経痛
- 椎間板変性症
- 椎間板ヘルニア
- リーキーディスク症候群
- 脊柱管狭窄症

## 作用機序
非自己由来のフィブリンシーラントは生体接着剤としての役割を果たし、断裂された線維輪のラメラ内の空隙及び裂け目を埋めて椎間板を直ちに密封する。

## 期待できる効果
繊維輪断裂を塞ぐことで、椎間板の髄核及びIDD症状の原因とされる炎症性サイトカインが浸出しなくなると考えられる。さらに、破損された内部組織、構造の恢復に必要な酸素及び栄養が椎間板内に留まり、悪化された椎間板機能の改善を加速する効果が期待される。
血由来のフィブリンシーラントは、人工肛門の閉鎖時の漏れを防ぐための標準的な外科技術（縫合糸、結紮糸、焼灼糸など）の補助として、また、一般外科及び心臓血管外科の止血補助として、さらには腹部の貫通または鈍的な外傷による脾臓損傷の治療として米国食品医薬品局（FDA）に承認されている。

## 手技
患者を手術台に腹臥位姿勢に寝かせる。軽度の意識の低下をもたらすために短時間作用型の鎮静剤また鎮痛剤を用いて、患者の心肺状態をモニターしながら投与する。蛍光透視法を用いて、X線ビームが椎間板のリングアポフィジス及び終板骨端に平行に通過するように、対象となる椎間板の同側の斜めの画像が得られる。そして、対象となる椎間板のX線写真の「鮮明さ」が最大になると、湾曲した先端のTuohy針を椎間板線維輪の後部に向ける。針の軌道は、その分節レベルの上関節突起の外側表面に沿って通過し続け、同側の下行脊髄神経の内側に留まりながら線維輪の後外側面に穿刺する。次に、X線不透過性の造影剤を動的透視中に導入され、線維輪を通るそのパターンを可視化する。不完全な線維輪を介して脊椎感また硬膜外腔に造影剤が流れ込んでいることが明らかになるので、血管内への注入の可能性を排除するためには、血管内の流れを避けることが必須である。
針は所定の位置に留まり、形態学的に異常な椎間板が特定された場合、隣接する椎間板も同様の方法で検査されます。隣接する各椎間板は、すべての椎間板がチェックされるまで、または線維輪にき裂がない形態学的に正常な椎間板が識別されるまで、順次検査を続ける。
針は、正常に見える椎間板を含めむすべての椎間板で所定の位置に残される。検査に続いて、高濃度の非自己血由来のプロトロンビン、フィブリノゲン、アプロチニン、カルシウムを湾曲した針を使用して、線維輪の裂け目の内面に同時に導入される。医原性の針穴は、針を引き抜く際に同様の方法で密封される。
そのため、完了時に、各椎間板の裂け目は接着され、密封された形態的に正常な状態に戻される。滅菌ドレッシングが貼られたのち、患者はリカバリールームに戻され、60分後に退院できる。